# Guerre chez les Mayas

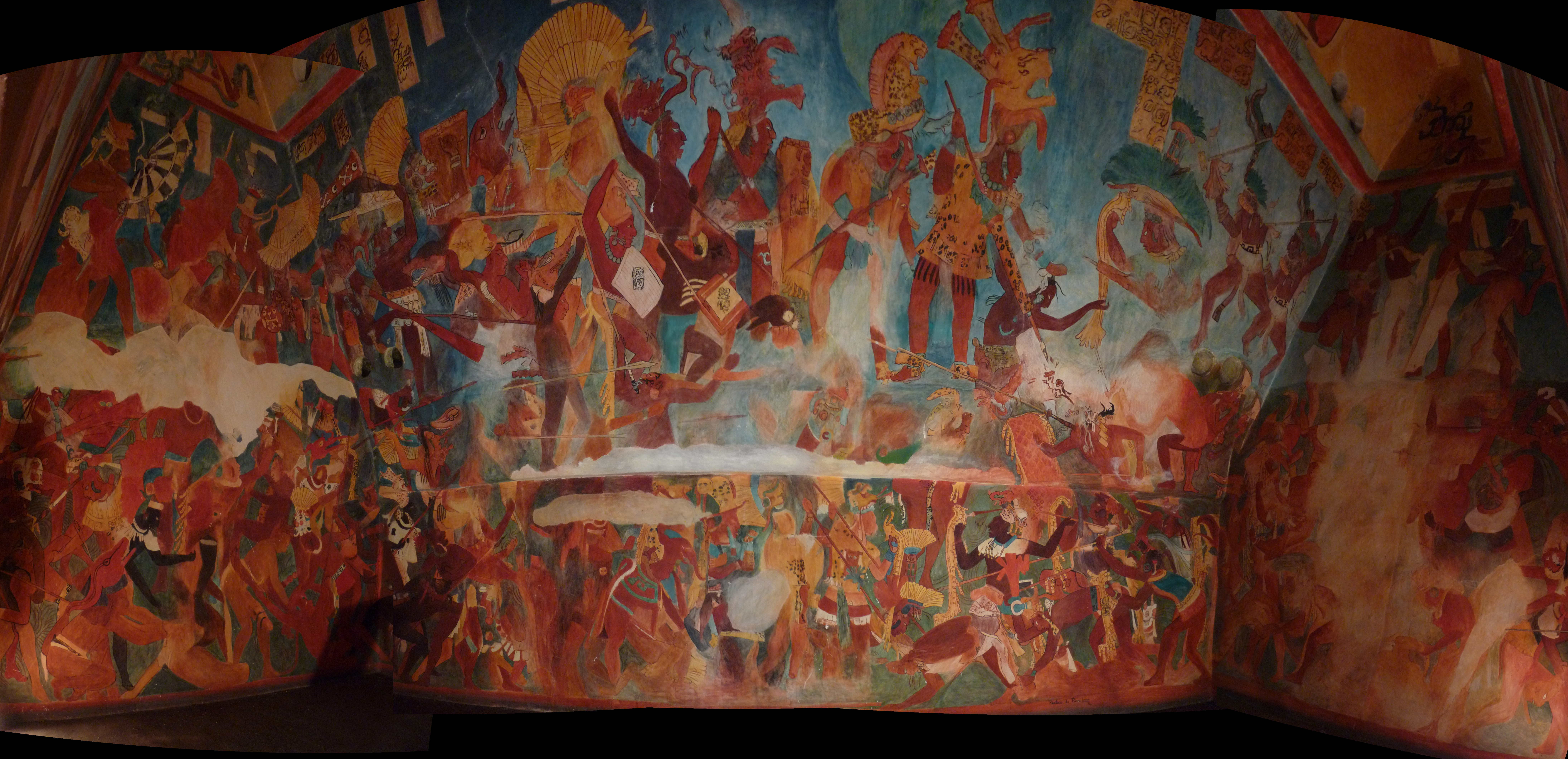
La découverte des fresques de Bonampak, qui représentent des scènes clairement guerrières, a remis en question les anciennes théories qui présumaient que la civilisation maya classique était pacifiste (reconstitution exposée au musée national d'anthropologie de Mexico).

La guerre chez les Mayas de l'époque mésoaméricaine est un sujet d'étude mayaniste qui a fait l'objet d'une révision radicale au cours des dernières décennies. Au milieu du XXe siècle, les spécialistes de la société maya classique, tels que John Eric Thompson ou Sylvanus Morley, estimaient que les Mayas étaient de paisibles agriculteurs pacifiquement gouvernés par des prêtres-astronomes. La découverte des fresques de Bonampak en 1946 contribua à ébranler ces certitudes. 
Le déchiffrement des inscriptions hiéroglyphiques en écriture maya a permis d'établir que, dans une société politiquement morcelée en cités-États, les souverains étaient continuellement en compétition pour des raisons économiques (pour le contrôle d'une route commerciale ou le prélèvement d'un tribut, par exemple) ou de simple prestige (comme lors de l'inauguration d'un nouveau souverain). La situation échappa au contrôle des dirigeants à la fin du VIIIe siècle et la guerre devint endémique. La région du Petexbatun devint alors, selon les termes d'Arthur Demarest, le « pays de la peur ». Toutes les Basses-Terres mayas du sud sombrèrent ensuite peu à peu dans la violence.
À l'époque postclassique, la société maya des Basses-Terres du nord se militarise. Ce phénomène est accompagné de l'émergence d'une classe de guerriers, dont les «atlantes» en armes du Temple des Guerriers à Chichen Itza constituent une représentation emblématique. Dans les Hautes-Terres mayas, des royaumes guerriers et expansionnistes, tels que ceux des K'iche et des Kaqchikel, s'affrontent durant l'époque postclassique et ce jusqu'à l'arrivée des Espagnols au XVIe siècle.

## Sources

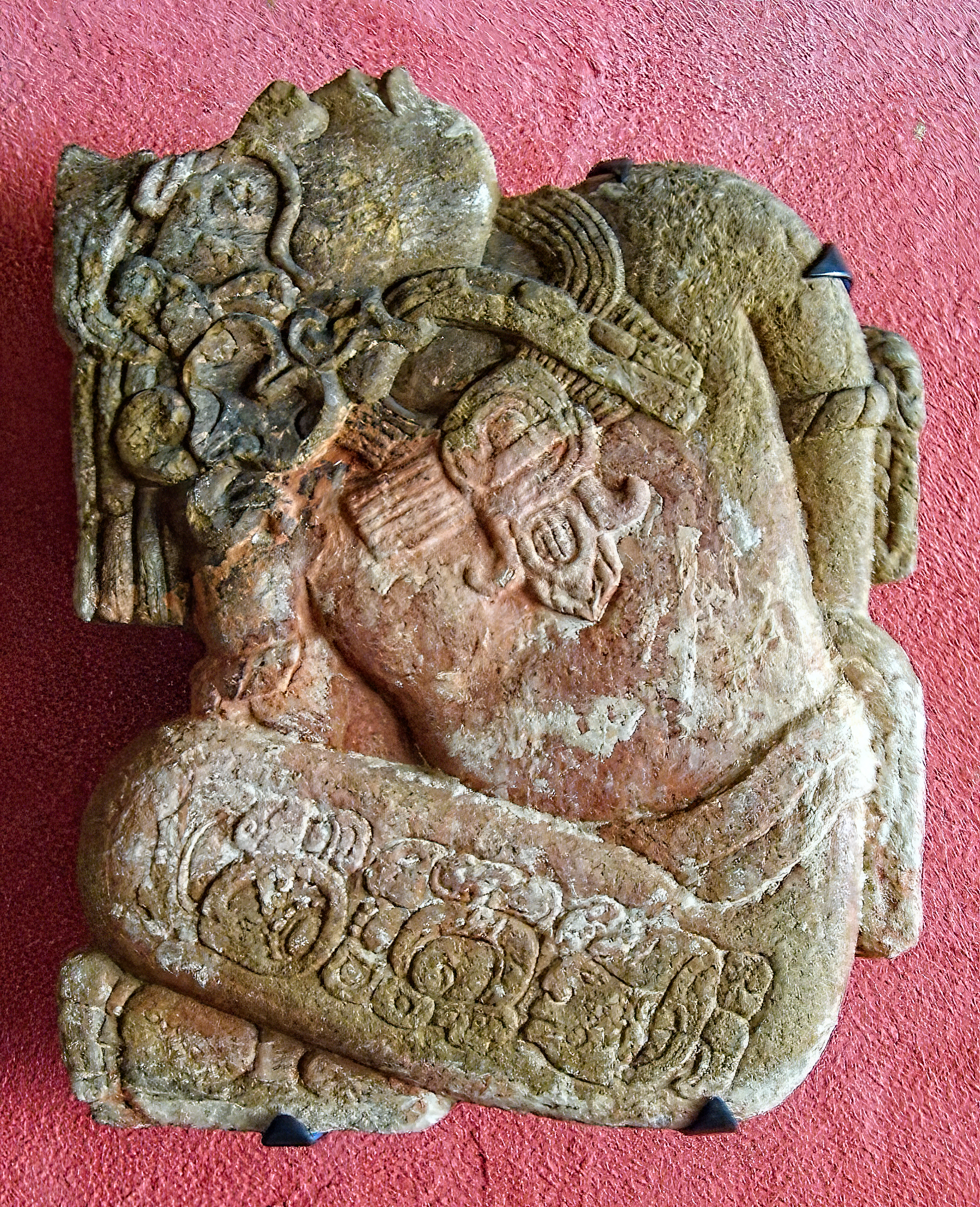
Sculpture découverte à Toniná, représentant un prisonnier pieds et poings liés.

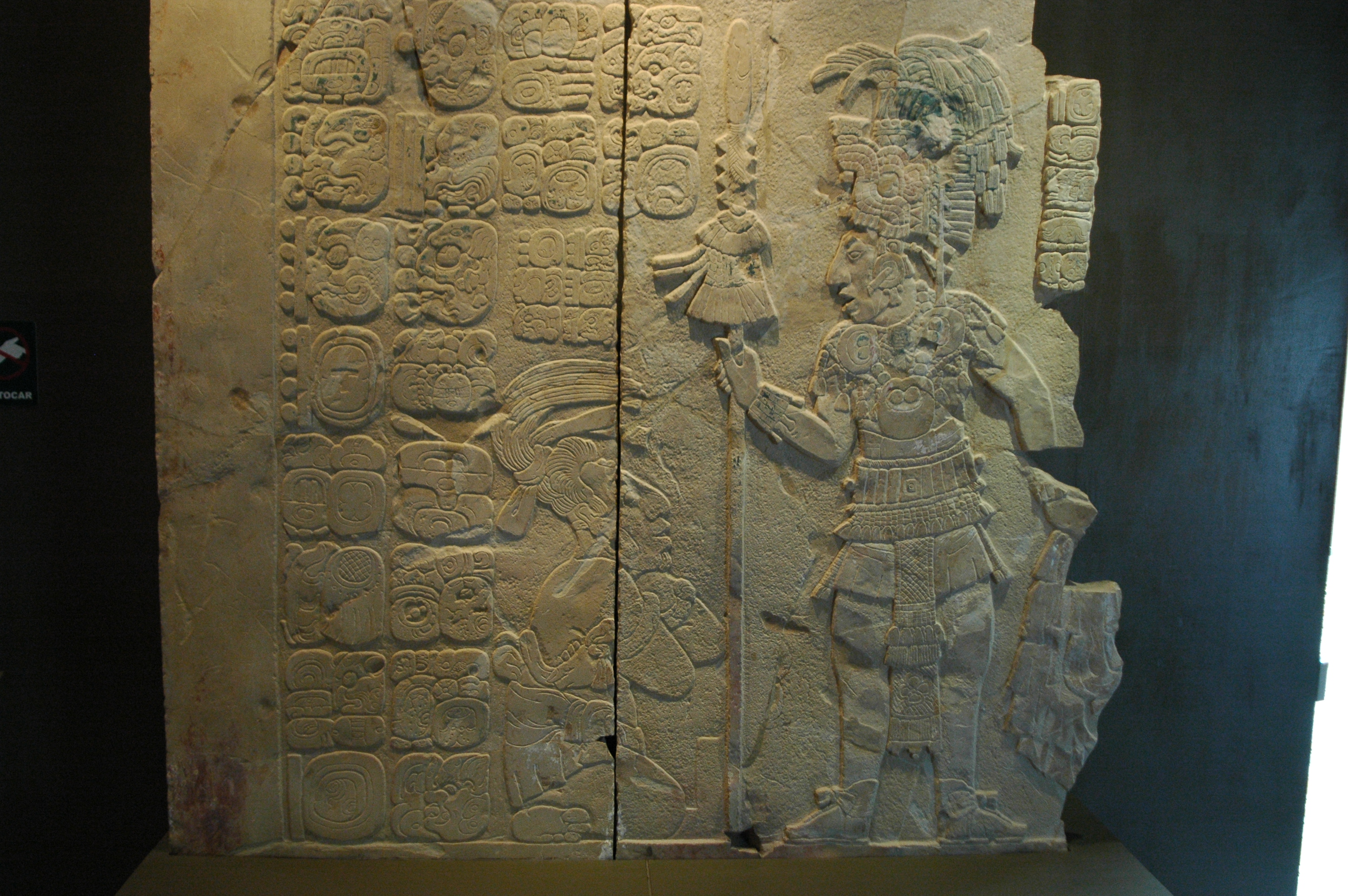
Panneau représentant un souverain de Palenque et un prisonnier de Toniná (687 ap. J.-C.)

La guerre chez les Mayas classiques est connue grâce à l'iconographie (stèles et panneaux sculptés ou peintures murales et peintures sur vases en céramique) et à l'épigraphie (étude des écrits).
Dans l'iconographie, une des représentations caractéristiques est celle du roi (K'uhul Ajaw ou divin seigneur) foulant aux pieds un ennemi ligoté ou saisissant par les cheveux un ennemi qu'il vient de capturer. Un des exemples les plus précoces est la célèbre plaque de Leyde. Les peintures de Bonampak  représentent des scènes de guerriers vaincus et torturés. Les scènes de bataille proprement dites sont cependant rares. 
Les inscriptions hiéroglyphiques classiques sont généralement succinctes et stéréotypées, mais constituent néanmoins une mine d'informations. Elles font généralement état du lieu de la bataille et de l'identité de l'ennemi. Elles ont permis d'identifier un vocabulaire caractéristique, comme le glyphe «ch'ak»  (littéralement «hacher»), qui selon le contexte renvoie à la décapitation d'un ennemi ou doit s'entendre dans le sens général d'«attaquer».
L'archéologie peut suppléer à la rareté des autres sources d'information. Les fouilles qui ont révélé la fin violente du site de Dos Pilas en sont un exemple.
Pour la fin de la Période postclassique, les chroniqueurs espagnols, notamment Bernal Díaz del Castillo, décrivent des batailles que les conquistadores livrèrent aux Mayas du Yucatan lors de leur progression vers l'empire aztèque. Il convient évidemment de faire preuve d'une certaine prudence en projetant ces récits du XVIe siècle à une époque antérieure.

## Nature des guerres
Les historiens ont longtemps cru que la pratique de la guerre se limitait à des escarmouches peu sanglantes ayant pour but de capturer des victimes destinées au sacrifice, comme dans les guerres fleuries aztèques. 
La réalité est plus complexe : faire des captifs est une motivation parmi d'autres, de nature politique, économique et sociale. Une motivation puissante cependant : le prestige qui s'attache à la capture de personnages de haut rang transparaît partout dans les inscriptions de l'Époque classique. Le verbe «chuhk», qui signifie «capturer» revient fréquemment à la forme passive, suivie du nom du captif. Il existe également d'autres formules stéréotypées, telles que «u baak», c'est-à-dire «son prisonnier» suivant le nom du captif, ou encore l'emploi du titre «celui de "autant de" captifs» (par exemple «aj cha baak», c'est-à-dire «celui des deux captifs»). Un des souverains les plus agressifs de Yaxchilan, Oiseau-Jaguar IV, est fréquemment désigné par le titre éloquent de «aj k'al baak», c'est-à-dire «celui de vingt captifs». La guerre est un facteur de légitimation du souverain. On commence à réaliser qu'il n'y a pas de facto un lien entre capture et sacrifice, comme en témoigne une guerre entre Dos Pilas et Seibal en 735 : deux stèles montrent le souverain victorieux de Dos Pilas foulant aux pieds le souverain de Seibal, Yich'aak bahlam. Or, des inscriptions hiéroglyphiques présentent ce même Yich'aak bel et bien vivant, douze ans plus tard, assistant comme vassal à des cérémonies en compagnie du roi de Dos Pilas.

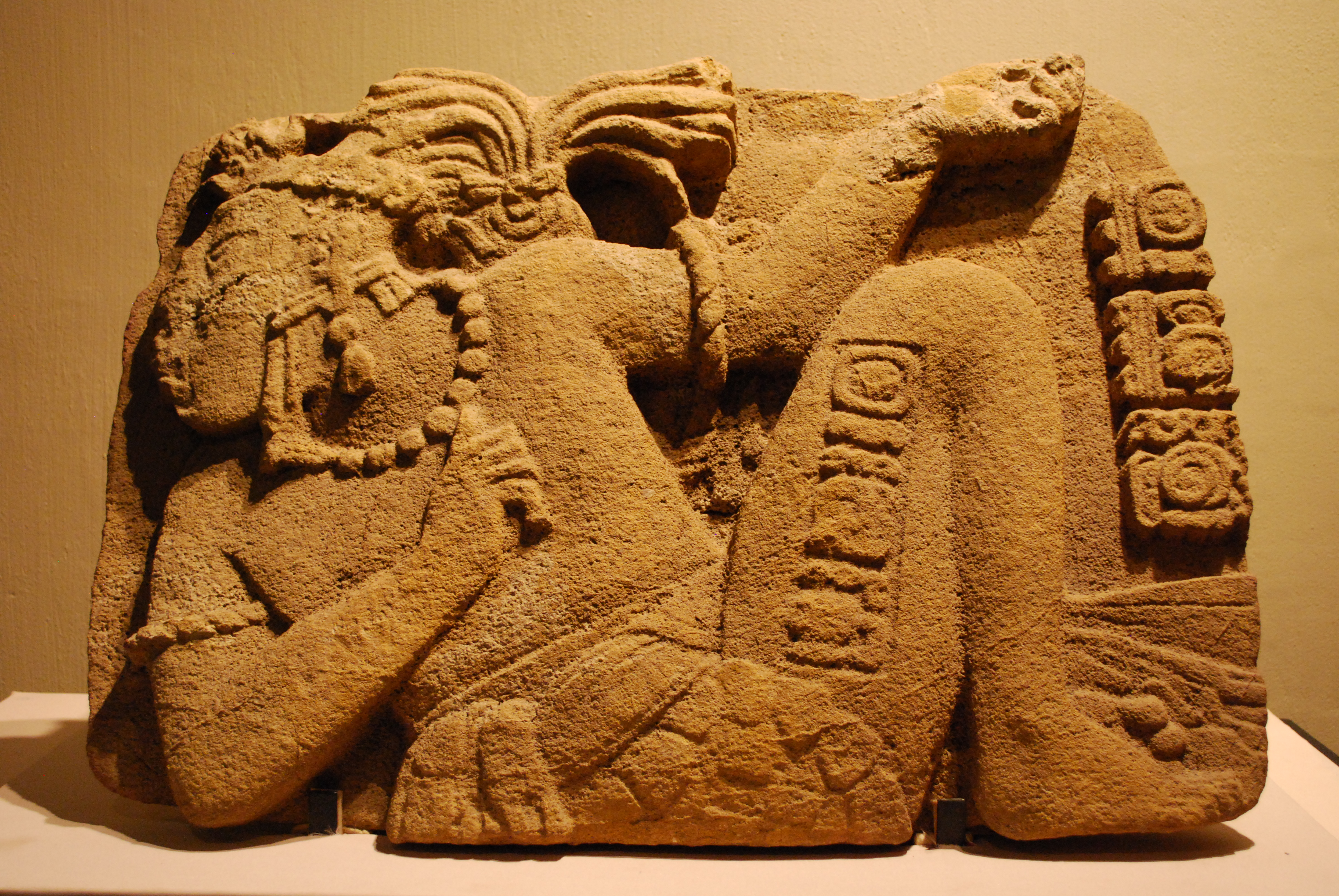
Le Monument 122 de Tonina représente le roi de Palenque K'inich K'an Joy Chitam II, capturé lors d'une "guerre des étoiles" en 711

Il en va de même pour le souverain de Palenque, K'inich K'an Joy Chitam II, capturé lors d'une guerre contre Toniná en 711, mais que l'on retrouve présidant une cérémonie à Palenque en 720.
Les Mayas emportaient à la bataille des palanquins portant des effigies des divinités tutélaires du royaume. Un des objectifs de guerre était de s'emparer de ces effigies. Leur capture représentait une humiliation pour le vaincu. Le roi vainqueur la célébrait en se faisant ensuite transporter sur le palanquin. De telles effigies sont représentées sur les célèbres linteaux en bois de Tikal commémorant des victoires de cette dernière sur Calakmul (Temple 1, Linteau 3), El Peru (Temple 4, Linteau 3) et Naranjo (temple 4, Linteau 2).
Le fait que l'accent dans l'art et la rhétorique maya soit mis sur le caractère rituel et symbolique des conflits, a longtemps focalisé l'attention des chercheurs et a pu contribuer à occulter dans la littérature scientifique des motivations plus matérielles. La guerre peut avoir pour enjeu le contrôle d'une route commerciale, le paiement par la cité vaincue d'un tribut ou encore l'obligation de prêter militairement assistance au vainqueur. Le conflit qui oppose Quiriguá à Copán en 738 et se termine par la défaite de cette dernière, est un bon exemple. Il s'accompagne du sacrifice du souverain de Copan, Waxaklajuun Ub'aah K'awiil, mais il a d'autres implications. Quirigua, qui était un site vassal de Copan, arrache son indépendance, acquiert son propre glyphe-emblème et prend le contrôle de la route commerciale de la vallée du Motagua. L'archéologie rend indirectement compte des conséquences économiques de ce conflit : alors que les années qui suivent la guerre voient l'arrêt temporaire des constructions monumentales à Copan, les souverains de Quirigua se lancent eux au contraire dans d'importantes campagnes de construction. Outre ces considérations, le fait de vassaliser une cité vaincue présentait un avantage stratégique. Les cités vassales constituaient une zone-tampon qui prémunissait contre des raids-surprise.
Les guerres récurrentes qui opposèrent Tikal à Calakmul, directement ou par alliés interposés, aux VIe et VIIe siècles, sont de type hégémonique, chacune de ces deux cités essayant d'assurer son emprise sur les Basses Terres du sud. Toutes deux y échouèrent et le VIIIe siècle est caractérisé par le morcellement politique des Basses Terres du sud.
Les traces de guerres de destruction à l'Époque classique sont difficiles à distinguer de celles d'un incendie accidentel ou d'une destruction rituelle. Il en existe un exemple indubitable et souvent cité, grâce aux fouilles minutieuses du site d'Aguateca par Takeshi Inomata.
Au Postclassique récent, la guerre est endémique dans les Hautes Terres, comme en témoigne la localisation systématique des sites sur des hauteurs choisies parce que plus facilement défendables, tels que Q'umarkaj, la capitale forteresse des K'iche, un groupe maya qui soumet ses voisins au XVe siècle. L'enjeu de ces guerres est territorial. Pour cette époque, nous disposons d'une source ethnohistorique indigène, le Popol Vuh. Dans ce livre, les K'iche attribuent leurs succès à la protection de leurs dieux Tojil, Awilix et Jakawitz (en). Leur plus grand souverain fut K'iqab', dont le Popol Vuh célèbre les exploits guerriers :
«...Celui-ci détruisit et ravagea les vallées et les villes des Rabin'al, Kaqchikel et Zaculeu, jusqu'à ce qu'elles finissent par se rendre. S'ils ne lui étaient pas utiles, K'iqab' tuait ses ennemis. Si l'une ou l'autre communauté ne payait pas de tributs, il les attaquait. Les vaincus devaient alors déposer leurs tributs en présence de K'iqab' et de Qawismaj. On les intégrait ensuite, mais on les battait jusqu'au sang et on les attachait à des arbres en signes de dépossession de leur gloire et de leur pouvoir. Puis on anéantissait les villes. En un éclair, elles étaient rasées.».

## Guerre des étoiles

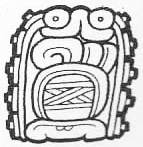
Glyphe d'une guerre des étoiles contre Naranjo

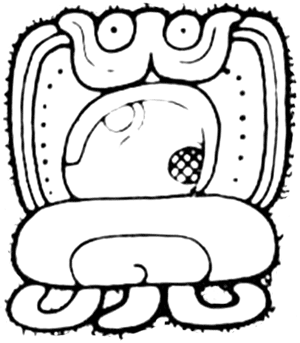
Glyphe d'une guerre des étoiles contre Tortuguero

Les épigraphistes et les archéologues se sont penchés sur un bloc glyphique qui résiste partiellement à la traduction. Il s'agit d'un verbe qui comprend le signe pour étoile ( ek' ) d'où jaillissent des gouttelettes d'eau, au-dessus d'un glyphe variable désignant une personne ou un lieu. Différentes hypothèses ont été formulées, mais, faute d'un élément phonétique qui permettrait de l'identifier formellement, on en reste à des conjectures quant à sa valeur phonémique et son sens précis.
Ce glyphe apparaît dans des inscriptions historiques où il évoque une victoire décisive, sans que les épigraphistes sachent quelle forme exacte cette victoire revêt. Certains mayanistes ont émis l'hypothèse que ces événements coïncidaient avec une apparition de la planète Vénus (Chak Ek'  en maya). Cette association fut popularisée par Linda Schele et David Freidel dans le livre "A Forest of Kings". Ce sont ces deux auteurs qui ont imaginé le sobriquet "guerre des étoiles" qui a frappé les imaginations. 
Ces dernières années, Gerardo Aldana et d'autres auteurs sont arrivés à la conclusion qu'il n'y avait pas de connexion avec des phénomènes astronomiques vénusiens.

## Équipement
À l'époque classique ancienne (250-600 ap. J.-C.) , la principale arme offensive est la lance. Elle ne sert alors pas d'arme de jet. Une hampe munie d'une pointe de pierre était employée de taille, c'est-à-dire en frappant de taille ou d'estoc. Les Mayas employaient également des massues en bois ou en os, auxquelles on pouvait fixer des lames de pierre. Ils connaissaient une arme de jet : un propulseur que l'on appelle "Hul'che" en langue maya, ou «atlatl» en nahua, et associé à des représentations de guerriers en tenue «mexicaine». Ross Hassig pense que cette arme n'était pas adaptée au type de guerre pratiqué à cette époque par les Mayas, c'est-à-dire des raids menés dans la jungle par de petits groupes de guerriers. Il faudrait plutôt les considérer comme des objets symboliques et prestigieux associés à Teotihuacan, dont l'influence se fait sentir chez les Mayas à cette époque. Au Classique ancien, il n'existe pas de représentations de protections, telles que boucliers ou cuirasses.

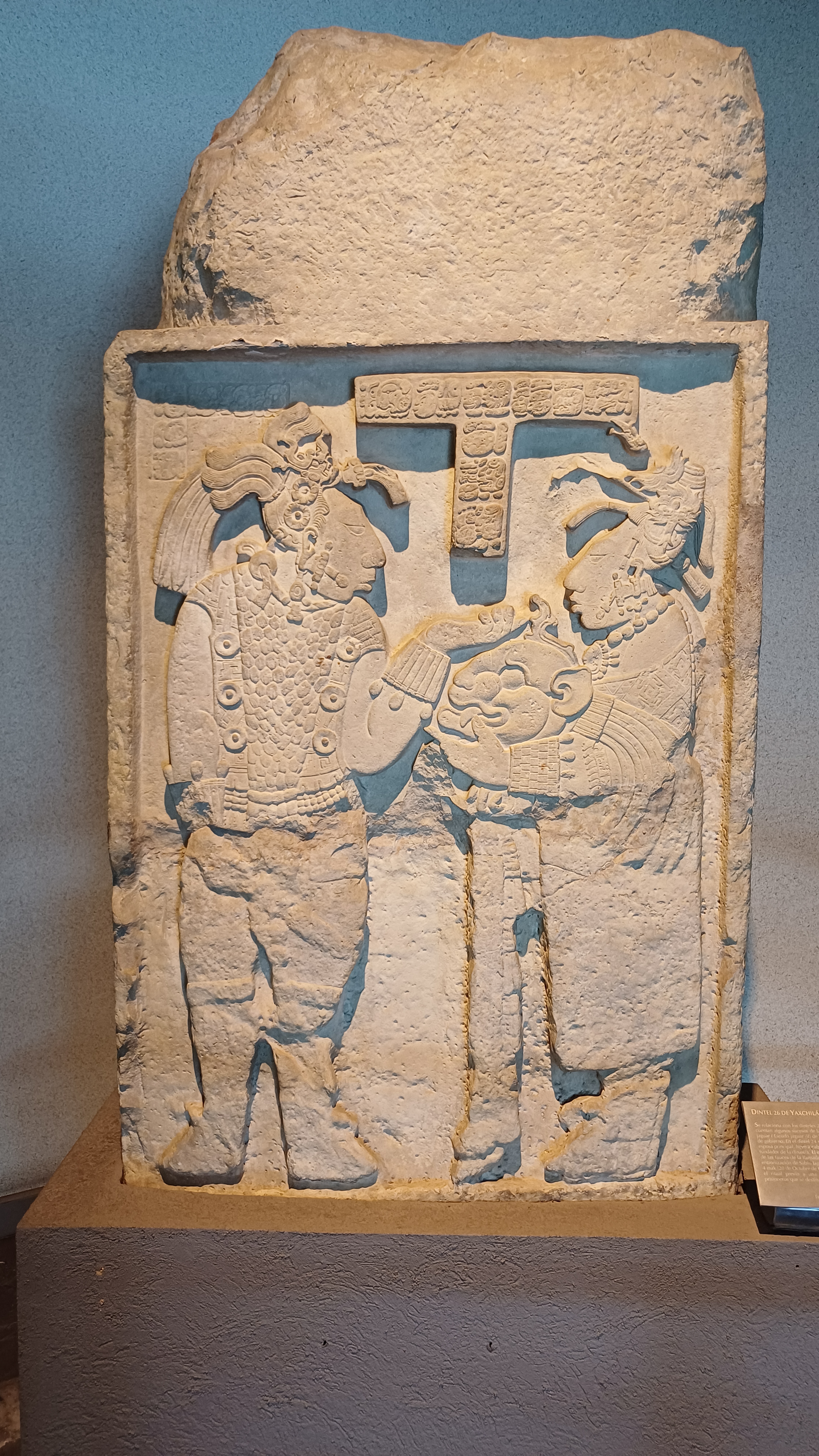
Linteau 26 de Yaxchilan

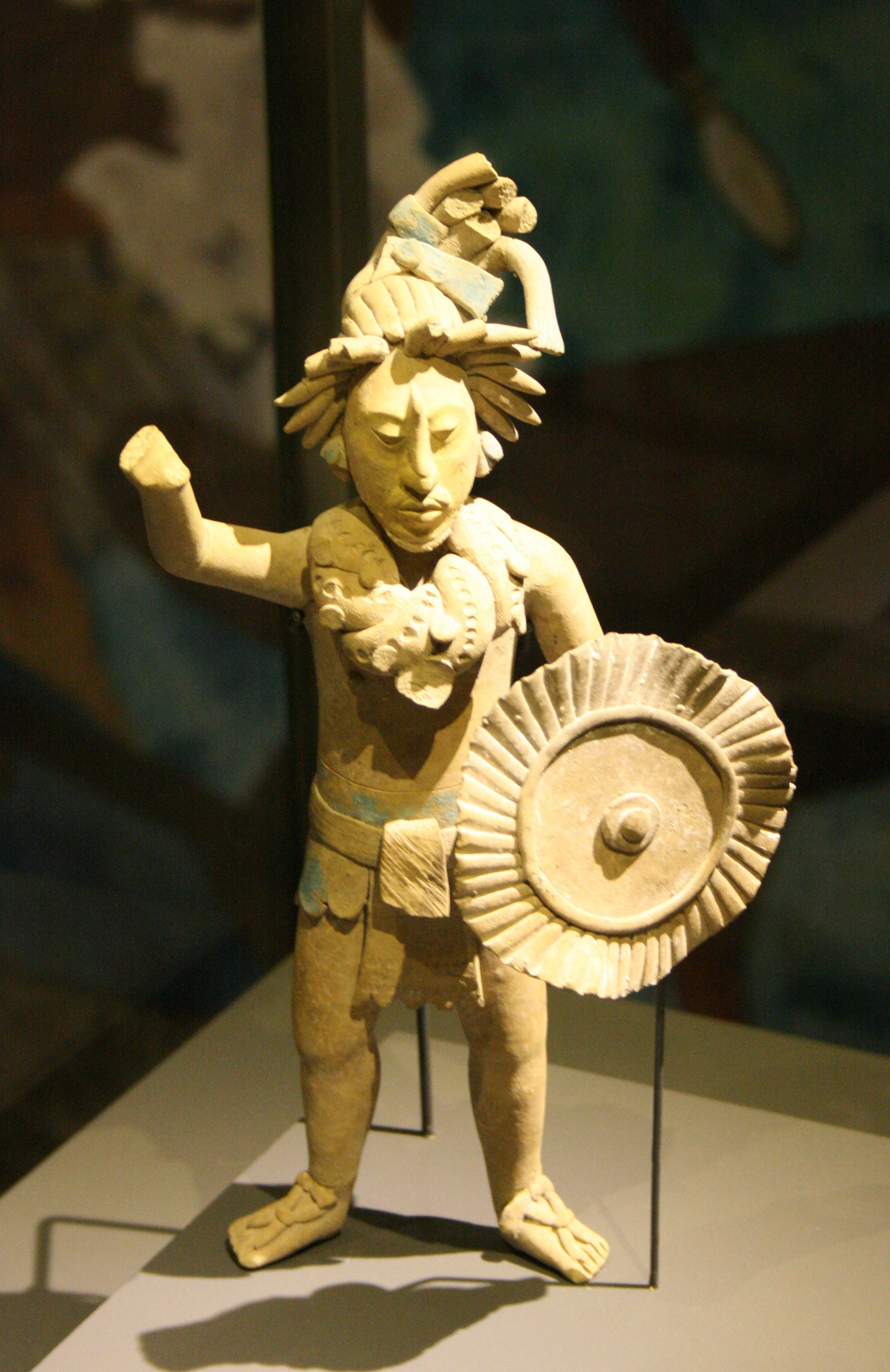
Figurine de Jaina: guerrier équipé d'un bouclier rond

Au classique récent (600-900 ap. J-C.), la gamme d'armes et de protections est plus variée. L'arme offensive par excellence reste la lance, mais la pointe de pierre est souvent accompagnée de deux rangées de pierres sur les côtés, améliorant ainsi la frappe de taille. La Stèle 1 de Seibal représente une lance dépourvue de pointe et uniquement munie de deux séries d'arêtes en dents de scie. Les tenues de protection restent rares et sommaires. Les célèbres peintures de Bonampak représentent des guerriers vêtus de pourpoints en peau de jaguar ou de capes. Le haut du corps est parfois simplement nu. Les exemples de pectoraux en coton restent rares: des récipients cylindriques de la région de Nejab, le linteau 26 de Yaxchilan représentant le roi Itzamnaaj Bahlam III ou encore de statuettes de Jaina. Les représentations de casques sont tout aussi peu fréquentes. Les boucliers sont représentés fréquemment sous plusieurs formes : de petits boucliers ronds et rigides tendus de peaux de bête; des boucliers flexibles que l'on pouvait rouler et donc faciles à transporter; des boucliers rectangulaires et rigides.
En plus de la lance, ils utilisent aussi les frondes, les couteaux, haches, gourdins ou massues à pointes, coquillages. L'archéologie a permis de retrouver des crânes dont les blessures indiquent que les massues étaient couramment utilisés dans les combats au corps-à-corps.

## Déroulement

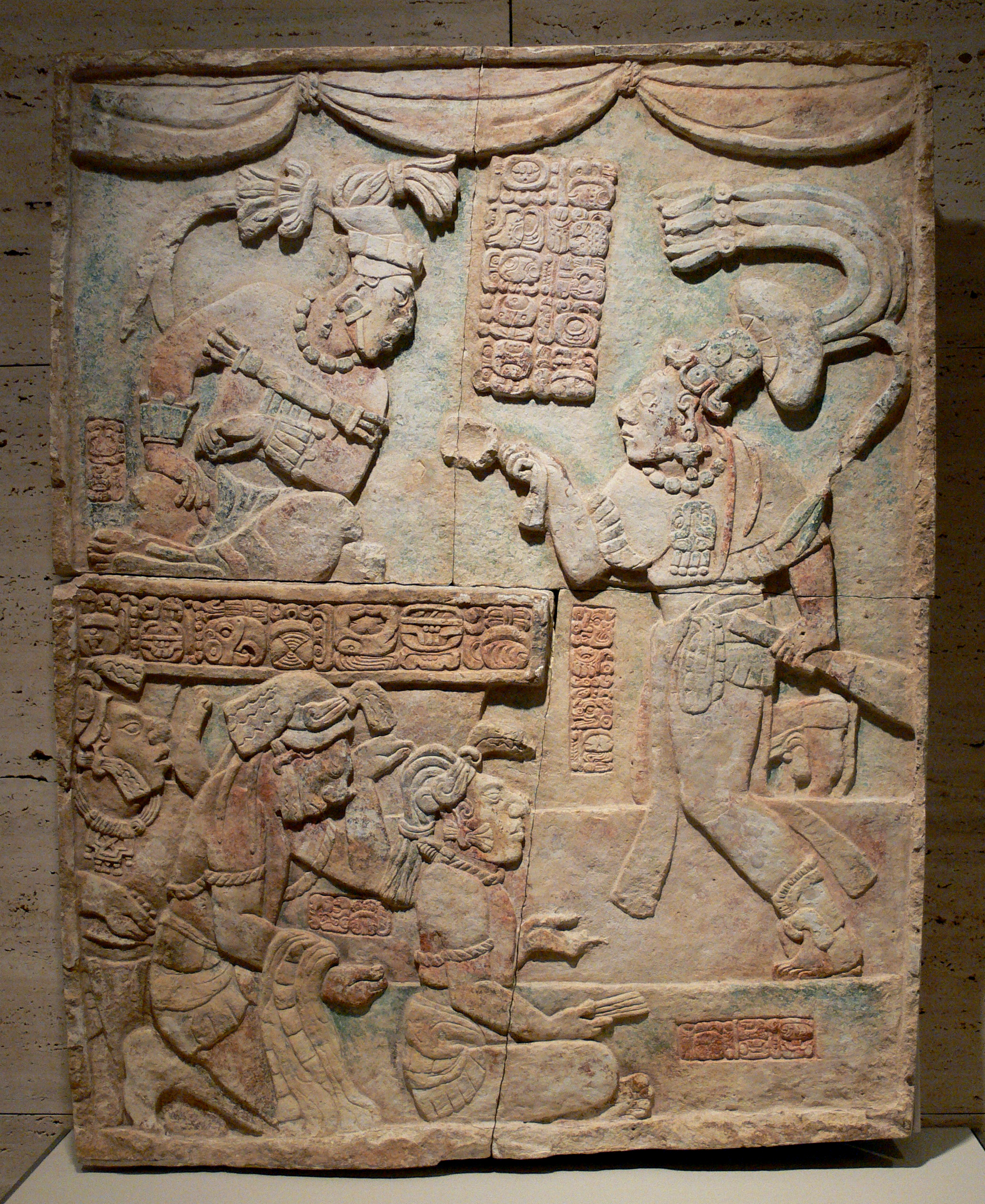
Le sajal nommé Aj Chak Maax présente trois captifs à son suzerain, Bouclier Jaguar IV de Yaxchilan

Si l'on considère les phases d'un conflit - préparatifs, bataille et dénouement - force est de constater que les sources de l'époque classique dont nous disposons - iconographie ou textes - ne nous renseignent que fort peu sur les deux premières et mettent l'accent sur la troisième. L'archéologie n'est pas d'une beaucoup plus grande aide. Les traces d'incendie, par exemple, sont difficiles à interpréter : incendie accidentel ou délibéré. Le climat ne favorise pas la conservation des corps, y compris ceux des guerriers tués au combat. 

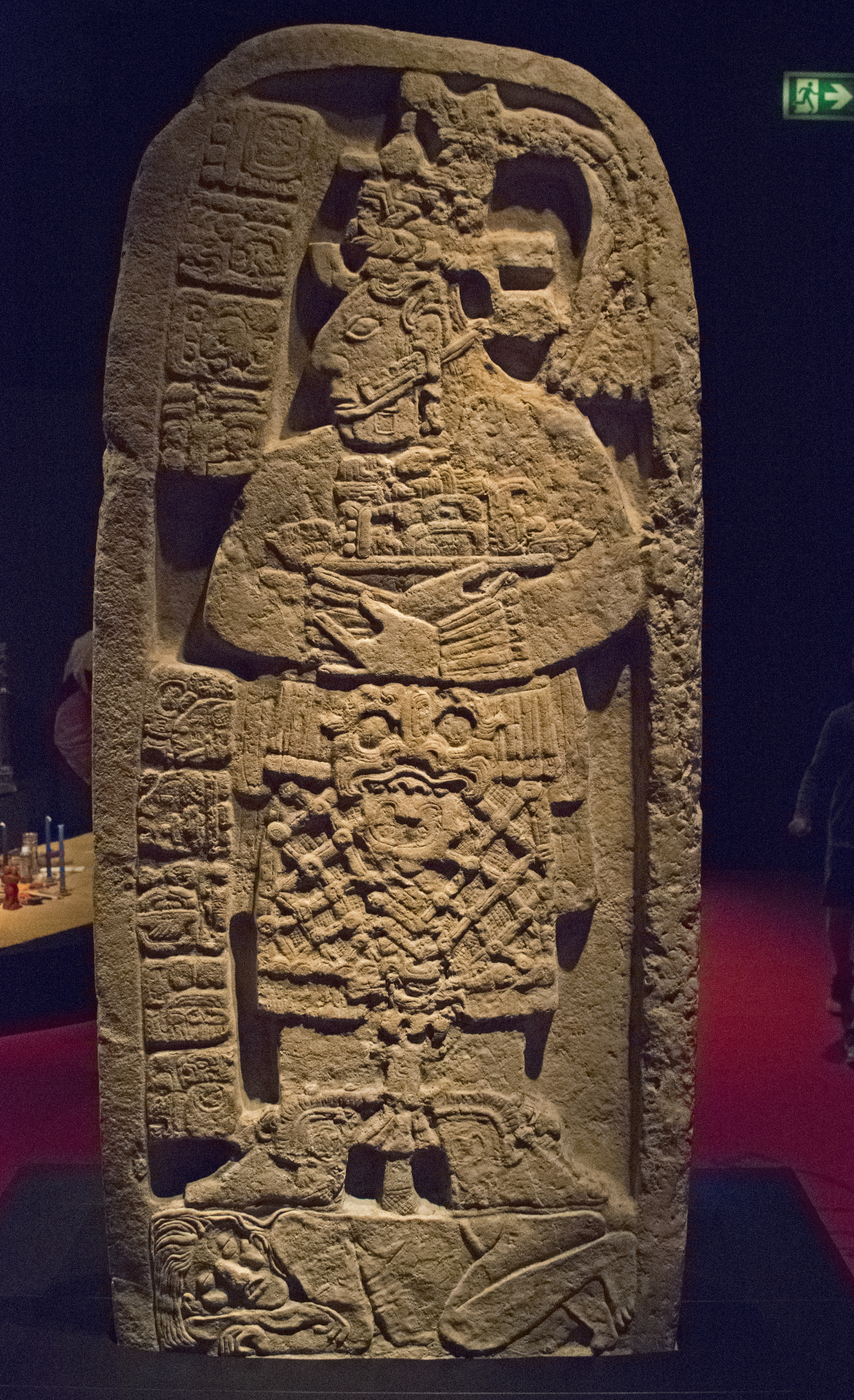
Stèle 24 de Naranjo: la Dame Six Ciel foule aux pieds un captif.

Il nous reste donc de l'époque classique de nombreuses représentations sculptées ou peintes de captifs aux pieds de l'auteur de la capture. Il s'agit d'un souverain ou de guerriers de haut rang, notamment celui de sajal, dont le nom est souvent cité. Dans de rares cas, à Calakmul ou à Naranjo, il s'agit d'une reine. L'iconographie souligne la distance entre vainqueurs et vaincus. Ils sont dépouillés des attributs de leur rang et dans une posture caractéristique. Ils sont assis ou à genoux  en position de suppliant, offrant leur soumission, ligotés ou encore foulés aux pieds par leur vainqueur, qui les saisit parfois par leurs cheveux. Les captifs font en général un geste de soumission caractéristique : croiser les bras sur la poitrine, placer une main sur l'épaule opposée ou mettre la main devant sa bouche. Ils sont présentés dépouillés des insignes de leur rang, nus à l'exception d'un pagne et décoiffés. Ils sont fréquemment « parés » pour l'occasion, c'est-à-dire que les ornements de leurs oreilles sont remplacés par des rubans de papier ou de tissu, éventuellement ornés d'une ligne ondulée faisant partie du glyphe T 570, qui signifie baak, c'est-à-dire «prisonnier».